# The Merchant of Venice (film 1908)
The Merchant of Venice è un cortometraggio muto del 1908 diretto da J. Stuart Blackton.
È il primo adattamento cinematografico de Il mercante di Venezia di William Shakespeare. A interpretare il ruolo di Shylock è l'attore americano William V. Ranous, protagonista in quegli anni di numerosi altri tra i primi adattamenti cinematografici delle opere di Shakespeare, inclusi Macbeth, Othello, Richard III e King Lear.
Come nel caso di Fagin in Oliver Twist di Charles Dickens, nella rappresentazione dell'ebreo Shylock prevalgono gli aspetti negativi e stereotipati, rispetto alla visione simpatetica che il cinema americano offriva in quegli stessi anni del mercante ebreo del ghetto nei film di Wallace McCutcheon (Old Isaac, the Pawnbroker, 1908) e David W. Griffith (Romance of a Jewess, 1908; A Child of the Ghetto, 1910).

## Produzione
Il film fu prodotto dalla Vitagraph Company of America.

## Distribuzione
Distribuito dalla Vitagraph Company of America, il film - un cortometraggio in una bobina - uscì nelle sale cinematografiche statunitensi il 22 dicembre 1908.
Copia della pellicola, un positivo 35 mm, viene conservata negli archivi della Library of Congress.